# Hans Richnow

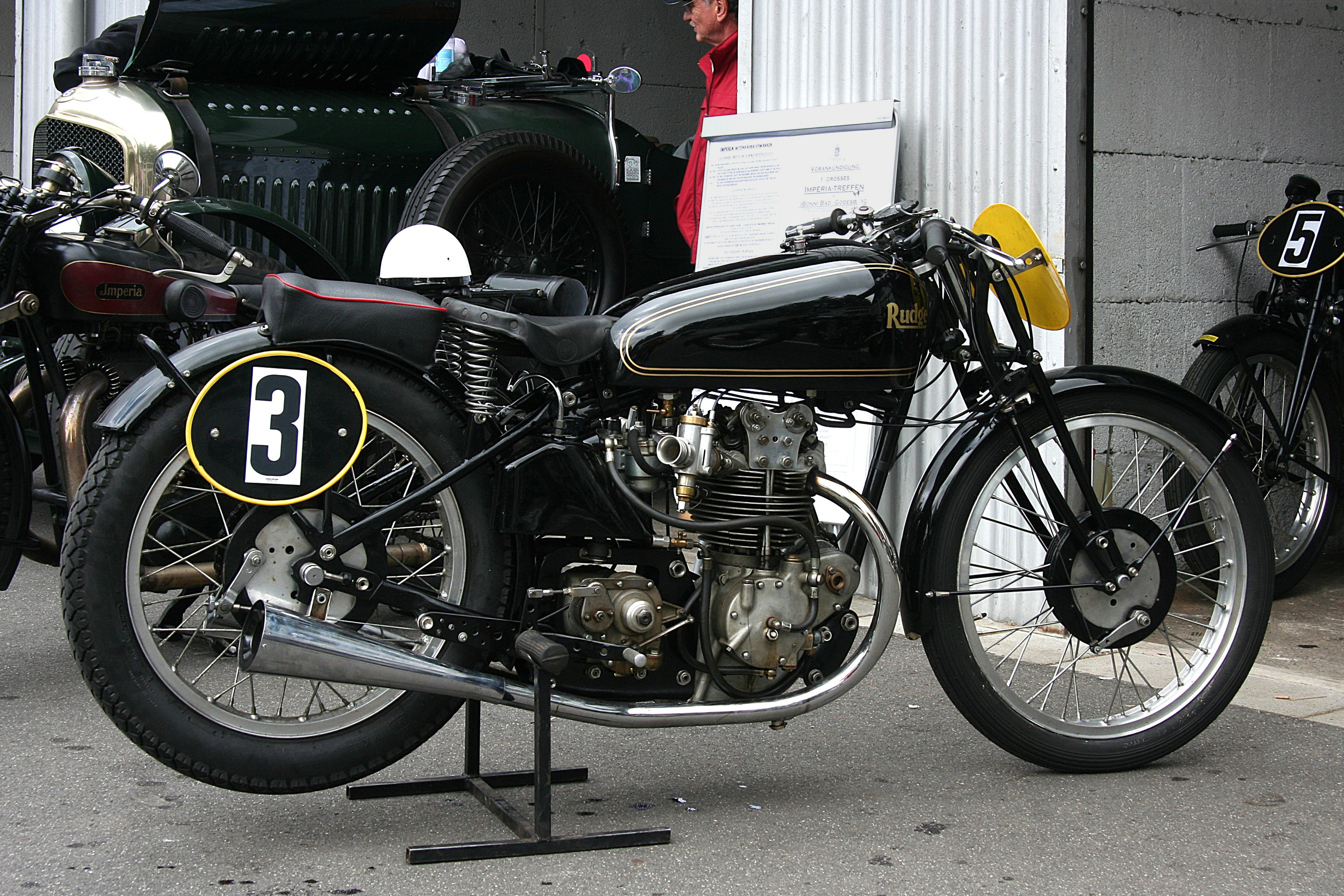
Brumm-Rudge 2008 beim Oldtimer Festival des DAMC, nicht originalgetreu restauriert

Hans Richnow (* 6. Februar 1908 in Berlin; † 24. Juli 1988 in Langen) war ein deutscher Motorradrennfahrer.

## Karriere
Der Berliner Hans Richnow erlangte im deutschen Motorradsport der 1930er-Jahre durch seine Auftritte mit der Brumm-Rudge Berühmtheit. Das Motorrad, eine englische 350-cm³-Rudge, wurde vom Berliner Rudge-Vertreter Friedrich Brumm so modifiziert, dass sie schneller als die Werksmaschinen des Herstellers lief. So erhielt sie unter anderem einen Zylinder aus Aluminium, eine andere Kurbelwelle und ein geändertes Bohrung-Hub-Verhältnis.
Seine erfolgreichste Saison hatte Richnow 1933, als er mit der Brumm-Rudge die 350er-Läufe bei Rund um Schotten auf dem Schottenring, beim Hockenheimer Motorradrennen auf dem Hockenheimer Dreieck und beim Schleizer Dreieckrennen gewann und sich damit den Titel in der Deutschen Straßenmeisterschaft sicherte.
Im Jahr 1935 gewann er das 350er-AVUS-Rennen und den in Saxtorp ausgetragenen Großen Preis von Schweden. 1939 siegte Richnow erneut in Schleiz und wurde beim Großen Preis von Schweden, der zur Europameisterschaft 1939 zählte, im 350er-Rennen Sechster.
Nach dem Zweiten Weltkrieg kehrte Hans Richnow mit der Brumm-Rudge in den Rennsport zurück. Die Nachkriegsversion der Maschine war jedoch nicht mehr konkurrenzfähig.

## Statistik

### Erfolge
- 1933 – Deutscher 350-cm³-Meister auf Rudge

### Rennsiege
| Jahr | Klasse  | Maschine | Rennen                      | Strecke              |
| ---- | ------- | -------- | --------------------------- | -------------------- |
| 1933 | 350 cm³ | Rudge    | Rund um Schotten            | Schottenring         |
| 1933 | 350 cm³ | Rudge    | Hockenheimer Motorradrennen | Hockenheimer Dreieck |
| 1933 | 350 cm³ | Rudge    | Schleizer Dreieckrennen     | Schleizer Dreieck    |
| 1935 | 350 cm³ | Rudge    | AVUS-Rennen                 | AVUS                 |
| 1935 | 350 cm³ | Rudge    | Großer Preis von Schweden   | Saxtorp              |
| 1939 | 350 cm³ | Rudge    | Schleizer Dreieckrennen     | Schleizer Dreieck    |